# Riserva naturale di Korgalzhyn
La Riserva naturale di Korgalzhyn è una riserva statale situata nelle province di Akmola e Karagandy del Kazakhstan, a occidente della città di Astana. È compresa nel sito UNESCO di Saryarka — Steppe e laghi del Kazakhstan settentrionale; è un sito Ramsar e riserva della biosfera.
L'area protetta si estende su 5.432 km2 di laghi, steppe e semi-deserti. Il lago di maggiore superficie è il lago Tengiz.
Le zone umide ospitano pellicani, cicogne e la popolazione più settentrionale di fenicotteri rosa. In totale, ci sono più di 300 specie di uccelli nella riserva. Le steppe della riserva invece ospitano una popolazione di lupi, antilopi saiga e bobak.